# Cavazzo Carnico
Cavazzo Carnico est une commune italienne de la province d'Udine dans la région Frioul-Vénétie Julienne en Italie.

## Administration
| Période                                  | Période | Identité | Étiquette | Qualité |
| ---------------------------------------- | ------- | -------- | --------- | ------- |
|                                          |         |          |           |         |
| Les données manquantes sont à compléter. |         |          |           |         |

### Hameaux
somplago, cesclans, mena

### Communes limitrophes
Amaro, Bordano, Tolmezzo, Trasaghis, Venzone, Verzegnis, Vito d'Asio